# Sants Estació (metrostation)
Sants Estació is een metrostation aan lijn 3 en lijn 5 van de metro van Barcelona. Het station is in de buurt van het treinstation Barcelona-Sants waar het naar vernoemd is. 
De sporen en het station van lijn 5 zitten tegen de noordzijde van het spoorwegstation aan. Lijn 3, waarvan het station onder Carrer del Numància ligt, ligt oostelijk hiervan en staat haaks op de sporen van het spoorwegstation. De toegang tot het spoorwegstation bevindt zich aan de westelijke zijde van het station aan lijn 5.

## Geschiedenis
Het station van lijn 5 is in 1969 geopend onder de naam Roma Estación Renfe, als het eerste gedeelte van deze lijn tussen Diagonal en Collblanc wordt geopend. Het station van lijn 3 werd in januari 1975 geopend, als het stuk van die lijn vanaf Zona Universitària tot Sants geopend wordt. Dit stuk zal een paar maanden lang afzonderlijk van de rest van lijn 3 functioneren: pas in juli van dat jaar wordt het traject tussen Sants en Paral·lel geopend. In 1982 krijgt het station zijn huidige naam.
Een nieuwe kaartjesverkoopruimte is in 2004 aan het lijn 3-station toegevoegd, toen dit station volledig werd gerenoveerd. 

## Aansluitingen
In station Barcelona Sants kan opgestapt worden op het langeafstands- en regionale netwerk van Renfe, en op de Rodalies-spoorlijnen (voorstadsspoorlijnen) R1, R2 (alsmede R2 Nord en R2 Sud), R3 en R4.

## Omgeving
In de omgeving van dit metrostation zijn de volgende plekken te vinden:
- Station Barcelona Sants
- Parc de l'Espanya Industrial
- Avinguda de Roma